# Plan régional de l'agriculture durable
En France, les plans régionaux de l'agriculture durable (PRAD) fixent les grandes orientations de la politique agricole, agroalimentaire et agro-industrielle de l’État français dans les régions en tenant compte des spécificités des territoires ainsi que de l'ensemble des enjeux économiques, sociaux et environnementaux.

## Histoire
Les PRAD ont été créés par l'article 51 de la loi de modernisation de l'agriculture et de la pêche du 27 juillet 2010.
Le contenu et les modalités d'élaboration des PRAD ont ensuite été précisées par le décret no 2011-531 du 16 mai 2011.
Les PRAD ont pour la plupart été mis en chantier au second semestre 2011. Leur élaboration a nécessité un temps plus ou moins long, il semblerait rallongé par le calendrier électoral de 2012 et celui des chambres d’agriculture début 2013, puis par la mise en chantier des nouveaux programmes régionaux de développement rural (PRDR) 2014-2020 avec transfert de l’autorité de gestion aux conseils régionaux.
La loi d’avenir pour l'agriculture, l'alimentation et la forêt du 13 octobre 2014 modifie le processus de construction des PRAD et instaure l’élaboration conjointe par le préfet de région et le président du conseil régional.
La loi précise que les projets de PRAD qui n’ont pas encore été soumis à la concertation du public devront être remis en chantier et suivre la procédure de co-élaboration. Elle indique également que les PRAD déjà arrêtés doivent être révisés avant le 31 décembre 2015, « pour y intégrer les actions menées par la région ».
Cependant, à la suite de la loi portant nouvelle organisation territoriale de la République du 7 août 2015, les PRAD des régions fusionnées doivent être remis en chantier.
Seuls trois PRAD sont ainsi valides : ceux des régions Centre-Val de Loire, Pays de la Loire et Île-de-France. Quatre en incluant la Bretagne qui a établi un document comparable, non soumis à la consultation du public.
Ces PRAD nécessitent néanmoins d'être révisés pour y intégrer les actions inscrites par chaque région dans son PRDR. En tout état de cause, le rapport du conseil général de l'alimentation, de l'agriculture et des espaces ruraux indique que la date butoir fixée par la loi au 31 décembre 2015, est incompatible avec la finalisation et le début de mise en œuvre du PRDR ainsi qu’avec le calendrier électoral.